# راء (نبات)
الراء أو آرى (الاسم العلمي: Aerva)، جنس نباتات من فصيلة القطيفية. أعطانه الأصيلة في جميع أنحاء إفريقيا القارية ومدغشقر والجزر الأصغر (رودريغز وموريشيوسوسوكوترا)، وفي أجزاء من الشرق الأوسط والهند وجنوب شرق آسيا .أما الراء الجاوي هو دخيل في شمال أستراليا.